# Polygraaf

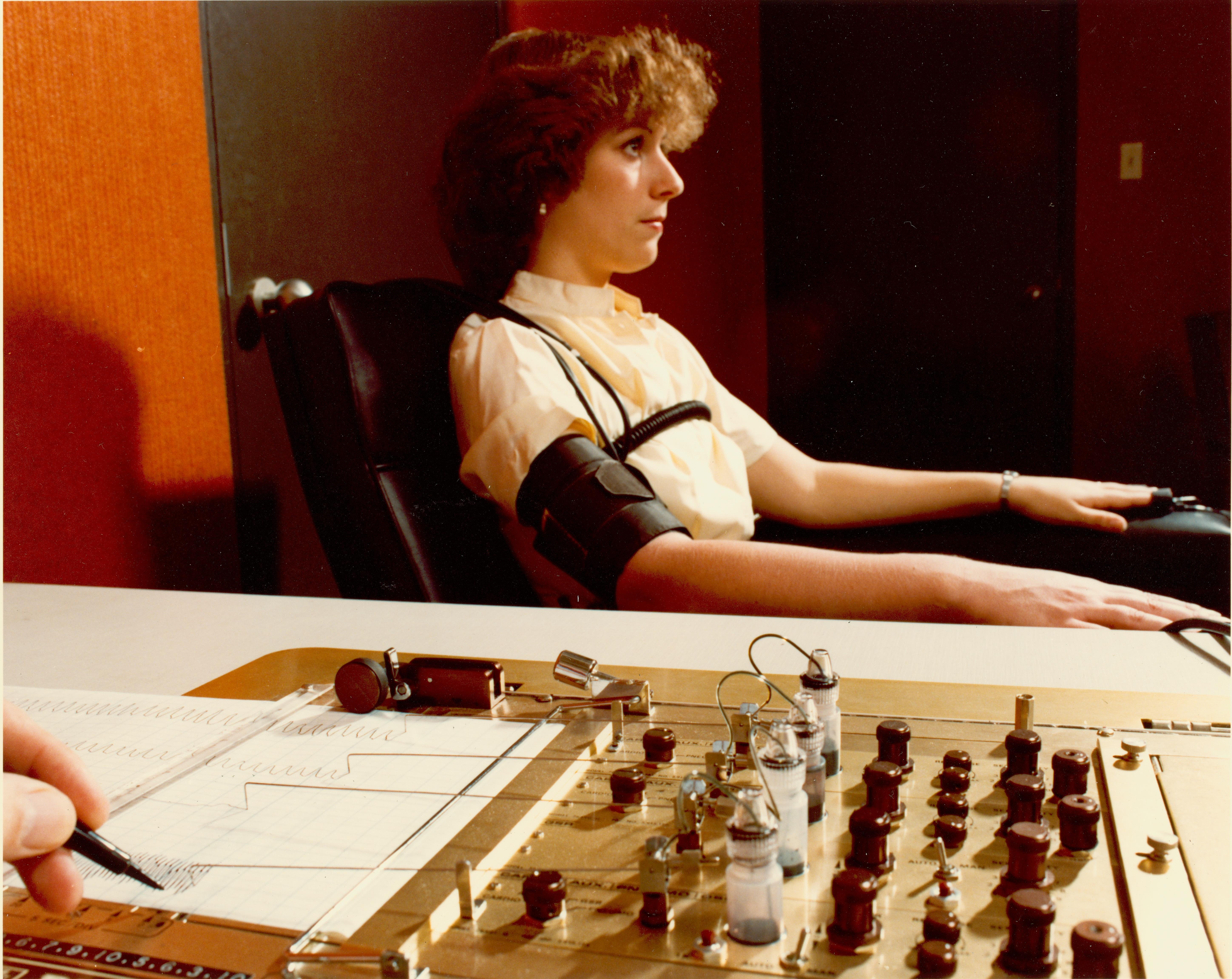
Polygraaf

Een polygraaf (letterlijk: veelschrijver), ook wel leugendetector genoemd, is een instrument waarmee meerdere fysiologische reacties tegelijkertijd kunnen worden geregistreerd. Dit kunnen spontane fluctuaties zijn, of reacties in fysiologische activiteit die worden opgeroepen door bepaalde prikkels (zoals: geluid, dia's, tastprikkels) of condities (zoals: emotionele filmfragmenten of cognitieve taken).

## Variabelen
Meestal registreert de polygraaf  activiteit van het autonome zenuwstelsel, zoals hartslag (ECG), bloedvolume (plethysmogram), bloeddruk, huidgeleiding, huidtemperatuur en snelheid of volume van de ademhaling. Soms kunnen met de polygraaf ook reacties van het centrale (of somatische) zenuwstelsel worden gemeten, zoals het elektro-encefalogram (EEG) en elektromyogram (EMG).

## Apparatuur
De polygraaf is samengesteld uit een aantal afzonderlijke elektronische eenheden, ook wel kanalen, versterkers of transducers genoemd, die verbonden zijn met de specifieke elektroden of meeteenheden (bijvoorbeeld, sensoren, rekstrookje, lichtgevoelige cel of thermokoppel) die bevestigd worden op het lichaam. De registratie gebeurt met inktschrijvers op een papierstrook, of via een computer. Ook is het mogelijk met ambulante apparatuur variabelen te meten zoals hartslagactiviteit, bloeddruk en ademhaling (zoals bij kosmonauten of bij sportuitoefening)

## Gebruik
Het instrument wordt veel gebruikt in onderzoek op het terrein van de psychofysiologie, sport- en inspanningsfysiologie. In meer toegepaste zin is het, vooral in de Verenigde Staten, ook gebruikt bij leugendetectie. Als onderdeel van een uitgebreid standaard screeningsproces moeten kandidaten om zich bij de United States Secret Service aan te sluiten een polygraaftest ondergaan.

## Polygraaf in het strafrecht
De polygraaf wordt in bijna geen enkel land erkend als wettig bewijsmiddel en is op zijn minst als omstreden te bestempelen. De polygraaf kan op enige wijze gemanipuleerd worden en zodoende onbetrouwbaar zijn. Wanneer iemand een verhoogde stressreactie wil veroorzaken op de polygraaf zal hij zichzelf kunnen pijnigen. Met het blote oog is de stressreactie die door deze pijn wordt uitgelokt niet te zien, echter de polygraaf zal deze wel herkennen en als zodanig registreren. Hierdoor zou een verdachte een voor hem gunstige uitkomst kunnen bewerkstelligen. Ook het gebruik van middelen zou de polygraaf kunnen beïnvloeden. Denk aan een moordenaar die voordat hij wordt verhoord verdovende middelen tot zich heeft genomen. Stressreacties worden op deze wijze onderdrukt. Zodoende is het mogelijk dat de polygraaf op een vraag waar bij een "leugenachtige" verdachte een stressreactie zou moeten ontstaan, deze reactie uitblijft doordat hij verdovende middelen tot zich heeft genomen. Maar omgekeerd geldt dat ook voor een verdachte die als het ware onschuldig is. Door een verhoogd stressgehalte bij bijvoorbeeld een verhoor, men denke aan de setting van een verhoorkamer en verhorende ambtenaren, dan is het mogelijk dat de polygraaf uitslaat. Dat uitslaan zou het gevolg kunnen zijn van een onschuldige verdachte die gestresst raakt, omdat hij het idee heeft dat hij niet wordt geloofd.  Een van de weinige landen die de polygraaf wel als wettig bewijsmiddel erkent is België. De procedure hieromtrent zal in navolgende worden toegelicht. 

### Procedure van de polygraaf in België
Een verdachte in België kan nooit verplicht worden om mee te werken aan een polygraaf. Reden hiervoor is het nemo tenetur beginsel. Het verplichten mee te werken aan een polygraaf zou tevens in strijd kunnen komen met artikel 8 lid 2 van het EVRM. De verhorende ambtenaren zijn verplicht om aan deze verdachte mede te delen dat hij (1) niet verplicht is om mee te werken. (2) Dat er geen procesrechtelijke gevolgen aan het niet meewerken kleven. (3) de verdachte altijd het recht heeft om gedurende het verhoor te stoppen met medewerking aan de polygraaf. Ook hier zijn geen procesrechtelijke gevolgen aan verbonden. Mede door de onbetrouwbaarheid van de polygraaf, dat wil zeggen de conclusies die men aan de uitkomsten van de polygraaf kan verbinden, zal een advocaat in België zijn cliënt meestal afraden om mee te werken aan een dergelijk onderzoek. Tevens moet men het belang van de polygraaf in een strafrechtelijk onderzoek niet overschatten. De polygraaf wordt meestal gebruikt als aanvullend bewijs. Met name in zedenzaken wil de polygraaf nog wel eens gebruikt worden. Bij zedenzaken is er vaak weinig bewijs voor handen en is een kwestie van woord tegen woord. Echter, dient bij het gebruik van de polygraaf enige voorzichtigheid betracht te worden. 